# Szirtei kultúra
Mára az egyiptomin kívül is több Afrikában kifejlődött kultúra vált ismertté, amelyek létrejöttüket ázsiai kisugárzásoknak köszönhetik. Ezek egyike az északról, a Szirte-öböl környéke felől bevándorolt népektől származó és ezért szirtei-nek nevezett kultúra, melynek afrikai létéről először Leo Frobenius német etimológus, régész írt afrikai expedíciója után .

## Története
A kultúrával kapcsolatban már Chevalier is megjegyezte, hogy Szudán nyugati részére egykor egy olyan kultúra nyomulhatott be, amelynek Belső-Afrikában nem fellelhető jellegzetességei vannak: így például többek között a gyapotszövés egy bizonyos módja, az indigó, mint festőanyag, a rizstermesztés, a vályogtégla építkezés egy fajtája, az urnatemetkezés, a tobe mint férfi viselet, vagy a városok alaprajzai, a nyelvi jelentések egész sora.
Ezt a Szirte-öböl felől Belső-Afrika felé irányuló korai kapcsolat könnyen kimutatható. Például a már mélyen a földrész belsejében fekvő mai Fezzán területén élt garamantékról ismert, hogy már Hérodotosz idején is négyes fogatokon hajtottak. A természettudós Sztrabón pedig rizsföldjeikről tett említést. Balbus, a Krisztus születése előtti első században a garamantékat is Róma igája alá hajtott, ezzel azonban csak az egykori, de időközben megszakadt kapcsolatot állította helyre köztük és a Földközi-tenger között.
A garamanték kultúrájának történetét Fezzanból való kivándorlásuktól kezdve aránylag megbízható adatok alapján lehet nyomon követni. Az a szervezet amelyben a garamanték éltek egy formája volt a feudalizmusnak; kasztokra, rendekre tagozódott. A kasztrendszerben legfelül a lovagok, utánuk a bárdok, majd a kovácsok, végül a jobbágy-parasztok következtek.
A Szudánba magukkal vitt legnagyobb művészi érték a lovagi eposz, a hősének volt, melyekből egész gyűjtemények maradtak fenn részben vagy egészben, így: a dauszi, a pui, a niaule, a baudi. Az ezekben leírt események részben történeti emlékek, de kultúrtörténeti szempontból sokkal fontosabb a belső tartalom. Ebben a költészetben egy új embertípus születik meg, bár maga a hősiesség eszméje a nemes férfiasságnak ez a mindenek fölé emelése a hamita berberektől származik, hiszen a garamat kultúra vándorútja során át kellett, hogy haladjon azon a zónán, ahol a létért való harc ősidőktől az életbenmaradás feltételévé tette a hősiességet.
A fejlődésnek ez csak a formai oldala, az életnek az a kerete, amely alakulását meghatározza. Ennél sokkal jelentősebb azonban tragikus problematikájuk. A Gasszire lantja hőskölteményt például kimondhatatlanul mély érzelmével az emberiség legnagyobb költői teljesítményei közé sorolható. "Ez a belső tartalom még távolról sem rokon a sekélyes, pusztán formateremtő hamita szellemiséggel. Az ilyen emelkedett érzés csak nyugat ázsiai lehet. Onnan indult el, és kiteljesedését az etiópiai életérzésben és a misztikából született imaginatív művészetben érte el". E szerint nézve a dolgokat érthető meg, hogy ez a költészet igazán afrikai. Az az etióp szellemiség, melyet már egy régebbikultúra a legmélyebb rétegekig áthatott, magába fogadta az északról kapottat és megformálta belőle a ma is előttünk levőt, de befogadási készségét egy sokkal régebbi kultúrának, az eritreai kultúrának köszönhette.